# Laura Walker (curling)
Laura Walker (nacida Laura Crocker, Toronto, 10 de noviembre de 1990) es una deportista canadiense que compite en curling. Ganó una medalla de bronce en el Campeonato Mundial de Curling Mixto Doble de 2018.

## Palmarés internacional
| Campeonato Mundial Mixto Doble | Campeonato Mundial Mixto Doble | Campeonato Mundial Mixto Doble | Campeonato Mundial Mixto Doble |
| Año                            | Lugar                          | Medalla                        | Prueba                         |
| ------------------------------ | ------------------------------ | ------------------------------ | ------------------------------ |
| 2018                           | Östersund (Suecia)             | Medalla de bronce              | Mixto doble                    |